# 黒田斉清
黒田 斉清（くろだ なりきよ）は、筑前福岡藩の第10代藩主。蘭癖大名のひとりとして知られる。

## 生涯
寛政7年2月6日（1795年3月26日）、福岡藩第9代藩主・斉隆の長男（一説に筑前秋月藩主・黒田長舒の四男）として福岡城にて誕生した。母は側室・新間の方（真妙院）。同年10月6日（11月17日）、斉隆の死去により幼くして家督を相続した。幼名は松次郎。初名は長順で、藩主就任時に将軍徳川家斉から偏諱を受けて斉清に改名した。
文化元年（1804年）、ロシア帝国の使節としてニコライ・レザノフが長崎に来航する。文化5年8月（1808年10月）、長崎港にイギリス海軍の軍艦が侵入するフェートン号事件が発生した。佐賀藩が長崎警固の兵力を無断に減らしていたため処罰を受け、急遽、福岡藩が佐賀藩の分担分も警固することになり、費用負担が増大した。文政2年（1819年）、蘭学者で藩士の安部龍平を直礼城代組に抜擢し、長崎詰役とした。文政5年（1822年）、斉清は若年ながら眼病を患い、薩摩藩主・島津重豪の九男・斉溥（後の長溥）を娘・純姫と婚姻させ、婿養子という形で迎え養嗣子とした。
文政10年（1827年）、安部龍平の蘭学の師である志筑忠雄が口述訳した「二国会盟録」を提出させる。文政11年（1828年）、長崎に派遣された藩兵を視察した際にオランダ商館を訪問し、商館の附属医であるフィリップ・フランツ・フォン・シーボルトに、薬学から動植物・世界地理・文化風習など広く本草学分野に関して対話した。シーボルトは斉清に対して、本来は医師などが行えばよい博物学を藩公が自ら学ぶ意義について質問したところ、斉清は「外国ノ形勢、風俗ノ淑慝、人類ノ強弱、法政、蕃育ノ得失、奇品異類ノ形状」を知ることで国防に役立てようとしている、と答えている。これらの問答を龍平に編集させ、『下問雑戴』にまとめさせた。さらに、シーボルトに礼として、参勤交代の途中で蒐集した押し葉標本を与え、この標本はライデンの国立ハーバリウムに収蔵されている。また、福岡市美術館には斉清筆と伝わる、原寸大の「鵞鳥図」が所蔵されている。また、藩の御用絵師、尾形洞谷に命じて藩祖の黒田如水縁の家臣団、黒田二十四騎図を新たに作成している。
文政12年（1829年）以降は長崎警固を養嗣子の斉溥にあたらせる。天保2年（1831年）、龍平に自身の海防論をまとめた書『海寇窃策』を編纂・補完させる。
天保3年（1832年）3月頃、斉清は重臣・黒田播磨に隠居の相談を持ちかけ、翌年11月頃、藩内に隠居の意向を公表した。天保5年（1834年）11月6日、養嗣子・斉溥に家督を譲って隠居した。当時、失明に近い状態であったという。
天保4年（1833年）、財政改革の意見書公募を行い、眼医者の白水養禎が提出した、大量の藩札を発行し領民に貸し付け、米で返済させ、払い下げた米の代金により藩札の回収を行う、とする御家中並郡町浦御救仕法が採用され、翌天保5年（1834年）、養禎を御救奉行に任じ、家老・久野外記や花房伝左衛門らと共にこれに当たらせた。領地筑前福岡の民に江戸から七代目市川團十郎、成田屋一門を招聘し歌舞伎を半年にわたり興行、他に人形浄瑠璃、相撲、富くじなどを催して藩札の使用を促したが、交換価値が暴落し改革は失敗し道半ばであった。天保7年（1836年）、外記は任を退き、養禎は逼塞とされたが、この時の天保の博多の賑わいが当時の商人の記録に残っている。博多をどりの起源ともされる。
嘉永4年（1851年）1月26日、江戸桜田の上屋敷にて死去した。享年57。
斉清は蘭学や本草学に詳しく、富山藩主・前田利保とともに博物大名として知られた。特に鳥類に強い関心を抱き、幼少のときからアヒルを飼育したという。著書に『鵞経』、『鴨経』、『駿遠信濃卉葉鑑』などがある他、小野蘭山の『本草綱目啓蒙』の補訂書である『本草啓蒙補遺』を残した。のち子孫に鳥類学者を出すなど、黒田家歴代当主の鳥好きの先鞭を付けたといえる。
福岡藩では、先代斉隆の治世中に引き続き、斉清時代にも播磨国姫路に於ける黒田家先祖の廟所整備が行われ、享和2年（1802年）、黒田如水の祖父にあたる黒田重隆、実母の明石正風娘の廟所が造営されている。現在黒田家廟所として、姫路市指定文化財となっている。

## 系譜
- 父：黒田斉隆
- 母：新間の方、真妙院 - 渡辺忠蔵の養女
- 正室：福子、宝林院 - 二条治孝の娘
  - 長女：純姫 - 黒田長溥正室
- 側室：河合氏
- 養子
  - 男子：黒田長溥 - 島津重豪の十三男